# 蘇丹卡布斯綜合運動場
蘇丹卡布斯綜合運動場（阿拉伯语：مجمع السلطان قابوس الرياضي）是一座位於阿曼馬斯喀特的綜合體育場。原本可以容納超過40000人，最近整修後只能容納34000人。本體育場為阿曼國家足球隊的主場。本球場也為2009年海灣國家盃和1996年海灣國家盃的比賽場館之一。